# Stalagmosoma megastalactica
Stalagmosoma megastalactica är en skalbaggsart som beskrevs av Ernst Gustav Kraatz 1899. Stalagmosoma megastalactica ingår i släktet Stalagmosoma och familjen Cetoniidae. Inga underarter finns listade i Catalogue of Life.